# Rosewood (Queensland)
Pour les articles homonymes, voir Rosewood.
Rosewood est une localité du Queensland, en Australie, située dans la vallée Bremer, à environ 60 km à l'ouest du centre d'affaires de Brisbane. Une partie de ses frontières sont délimitées par le fleuve Bremer au sud et par une ancienne ligne de chemin de fer au nord. Elle est associée administrativement à la ville d'Ipswich,.
D'après le recensement en Australie de 2016, Rosewood compte 2 834 habitants.

## Histoire

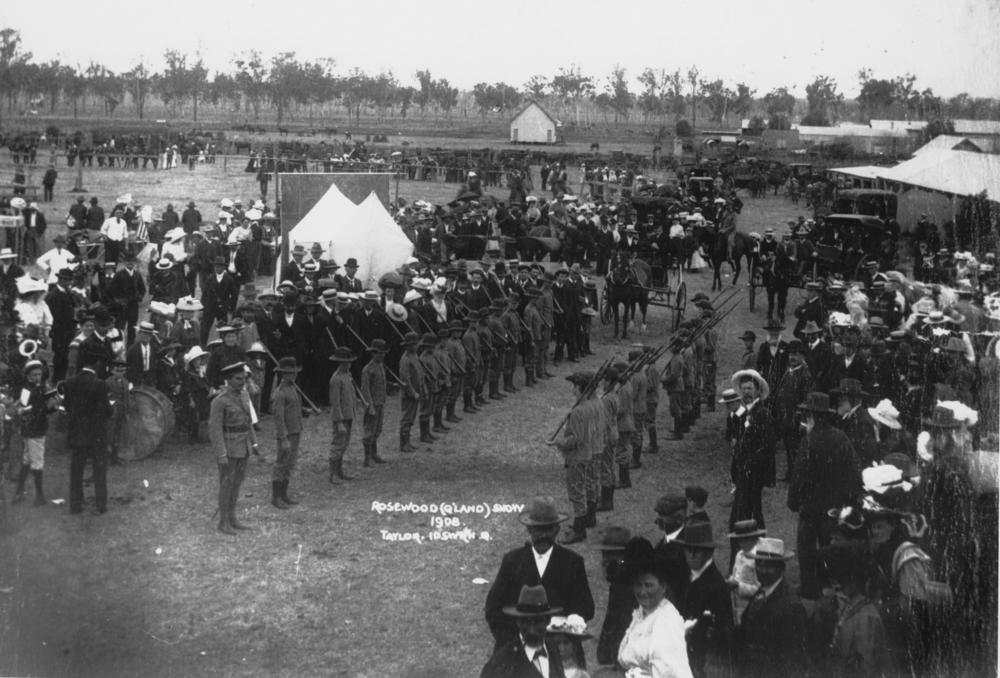
Rosewood Show, 1908

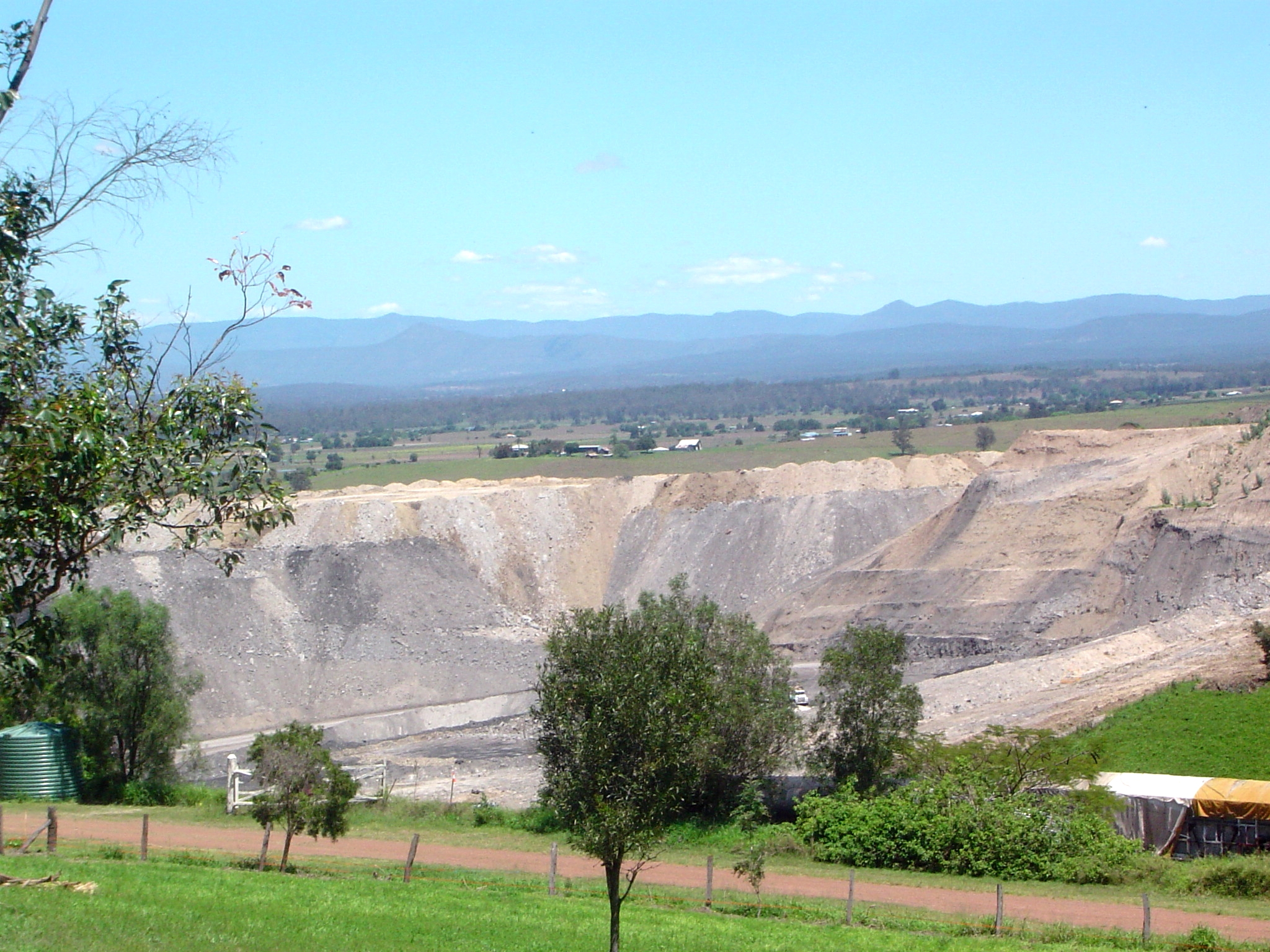
La, fermée en 2013.